# T-Spoon
T-Spoon ou T Spoon est un groupe néerlandais d'Eurodance créé en 1991.

## Discographie
- Joy, Life And Pain
- Lexicon Of Melody
- The Hit Collection
- T-spoon